# أندي كليمنتس
أندي كليمنتس (بالإنجليزية: Andy Clements)‏ (11 أكتوبر 1955 في المملكة المتحدة - ) هو لاعب كرة قدم بريطاني في مركز الدفاع. لعب مع بورت فايل وبولتون واندررز ونادي يورك سيتي وRowntrees F.C. ‏.